# 歐根·亞歷山大 (圖恩和塔克西斯)
歐根·亞歷山大（Eugen Alexander von Thurn und Taxis，1652年1月11日—1714年2月21日），第一代圖恩和塔克西斯親王，1695年至1714年在位。

## 家庭
歐根·亞歷山大的妻子是菲斯滕貝格親王赫爾曼·埃貢的女兒安娜·阿德海德（Anna Adelheid）。他們有2子1女。
- 安瑟爾姆·法蘭茲（1681－1739）
- 安娜·法蘭西絲卡（1683－1763）
- 伊尼戈·拉莫拉爾（1686－1717）